# Diversidad sexual en Arabia Saudita
Los derechos de las personas LGBT+ no son reconocidos en Arabia Saudita y la homosexualidad es un crimen penado con la muerte. Sin embargo, una reprimida sociedad LGBT+ existe en este país. El trato hacia los homosexuales ha provocado la crítica de muchas organizaciones de derechos humanos, pero el gobierno defiende sus acciones diciendo que es un país del Islam y no un país laico.

## Código criminal
El código penal no está escrito formalmente, y las penas se basan en las opiniones de jueces y clérigos.
En 1928, Arabia Saudita recomendó a sus jueces guiarse en sus sentencias por dos libros del jurista hanbalista Mar'I ibn Yusuf al-Karmi al Maqdisi (d.1033/1624). Liwat (sodomía) tiene que ser "tratada como fornicación, y tiene que ser castigada de la misma manera. Si uno de ellos es muhsan (casado o con un concubinato legal) y libre, debe ser lapidado hasta la muerte, mientras que si es un soltero libre debe ser latigado 100 veces y desterrado por un año". La sodomía se prueba si el que la cometió confiesa cuatro veces o por el testimonio de cuatro hombres heterosexuales y rectos musulmanes. Si existen menos de cuatro testigos, o uno de ellos no es honrado, todos ellos serán castigados con 80 latigazos por difamación.
Todas las relaciones sexuales que no sean efectuadas dentro del tradicional matrimonio heterosexual (adulterio, fornicación, etc.) es un crimen, y algunos de esos crímenes se castigan con la pena de muerte. Al no existir un código penal escrito, la pena contra personas convictas por homosexualidad o sodomía varía desde castigos un tanto livianos (pena de cárcel, multas, palizas o, para un extranjero, la expulsión) hasta castigos más serios como por ejemplo ser enviado a una institución mental para alguna forma de tratamiento, amputación forzada o ejecución pública. Los extranjeros no deben suponer que sus nacionalidades les garantiza inmunidad ante las leyes locales.
Es difícil determinar cada cuánto se usa el castigo más duro por homosexualidad. En 1986, una organización de derechos humanos de las Naciones Unidas afirmó que el gobierno de Arabia Saudita no reconocía el "derecho personal a ser homosexual entre dos adultos consensuales, y que la pena de muerte era usada contra miles de personas por "desviaciones sexuales". La controversia dentro de las Naciones Unidas sobre la homosexualidad como un derecho personal, no logró mucho y solamente se categorizó como privacidad.
El autoritario sistema legal de Arabia Saudita, dijo que las organizaciones internacionales de derechos humanos deberían confiar en los informes del gobierno Saudí o en los de un puñado de jóvenes ricos saudíes. Protestas internacionales convocadas por organizaciones de derechos humanos provocaron que algunos oficiales saudíes en la embajada de Arabia Saudita en Washington D.C insinuaran que su reino sólo utilizaría la pena de muerte en caso de convictos por abuso sexual infantil, asesinato o implicación en alguna estimación de apoyo político.
En el año 2000, el gobierno saudí informó que habían sentenciado a nueve hombres saudíes a largas penas de prisión con latigazos por haber usado ropa de mujer y haber tenido relaciones homosexuales. El mismo año, el gobierno ejecutó a tres trabajadores yemenitas hombres por homosexualidad.
En abril de 2005, el gobierno encarceló a cerca de cien hombres por homosexualidad, pero ninguno fue sentenciado a ser ejecutado. Todos esos hombres fueron sentenciados a penas de cárcel y latigazos porque ellos estaban en una fiesta privada que bien pudo ser una ceremonia por un casamiento entre dos personas del mismo sexo o por una fiesta de cumpleaños. Sin embargo, no mucho después una pareja de extranjeros fue sentenciada a muerte por homosexualidad y por haber aparentemente matado a un hombre quien los estaba chantajeado con su homosexualidad.
En mayo de 2005, el gobierno arrestó a 92 hombres por homosexualidad. Se desconoce qué sucedió con esos hombres. Asimismo, el 7 de noviembre de 2005 la policía de Riad llevó a cabo una redada la cual la prensa saudí la catalogó como "un concurso de belleza para hombres gais" en al-Qatif. Lo que pasó con los cinco hombres arrestados por organizar el evento, es desconocido.

### Derecho a la privacidad
No existe derecho a la privacidad. El gobierno puede, con una orden de una corte, revisar casas, vehículos, lugares de trabajo e interceptar comunicaciones privadas. La gente viviendo en el reino deber asumir que las comunicaciones pueden ser usadas por el gobierno como prueba ante una corte criminal.

### Leyes de derechos civiles
Arabia Saudita no tiene leyes contra la discriminación basada en la orientación sexual. Un empleado heterosexual es libre de discriminar a un empleado homosexual o de someterlo a chantaje. Para entrar a un trabajo, no se pregunta la orientación sexual, aunque sí se pregunta la nacionalidad, religión y estado civil. El casamiento entre dos personas del mismo sexo, la pareja de hecho o la unión civil no tienen leyes que los amparen y podrían tomarse como evidencia para iniciar un proceso criminal.

## Homosexualidad en la capital - Riad
Varias fuentes de información válidas y auténticas validan y confirman los altos índices de actividad homosexual que se dan en Riad, Arabia Saudí.  Aunque el Corán condena oficialmente la homosexualidad, de estas fuentes de información se desprende que Arabia Saudí va en contra de las leyes del Corán, aprobando superficialmente leyes pero sin hacerlas cumplir (cuando las leyes se aprueban para aparentar internacionalmente y su casi nula aplicación demuestra la realidad de la situación). Por ejemplo, un artículo publicado en The Atlantic en el número de mayo de 2007 titulado "The Kingdom in the Closet" ("El reino en el armario") da fe de "vibrantes comunidades de hombres que disfrutan del sexo con otros hombres" en Riad, donde los homosexuales árabes "se reúnen en las escuelas, en los cafés, en las calles y en Internet". Un sirio entrevistado en el artículo afirmó que Riad era un "paraíso gay". Otra persona entrevistada fue una lesbiana de 21 años llamada Yasmin que vive en Riad. Sobre el estado de la inmoralidad sexual en Riad declaró que "es más fácil ser lesbiana [que heterosexual]. Hay un número abrumador de personas que se pasan al lesbianismo". A continuación, otros extractos del artículo sobre la homosexualidad en Riad.
"En Arabia Saudí, 'es más fácil ser lesbiana [que heterosexual]. Hay un número abrumador de personas que recurren al lesbianismo', dijo Yasmin, añadiendo que el número de hombres en el reino que recurren al sexo gay es aún mayor. 'No son realmente homosexuales', dijo. 'Son como compañeros de celda en la cárcel'".  - The Atlantic, número de mayo de 2007, artículo titulado "El reino en el armario"
"Para Talal, Riad se convirtió en una vía de escape. Cuando tenía 17 años y vivía en Damasco, su padre le descubrió manteniendo relaciones sexuales con un amigo. Golpeó a Talal y le castigó durante dos meses, dejándole salir de casa sólo después de que jurara que ya no le atraían los hombres. El rostro pálido de Talal se tiñó de carmesí al recordar su vergüenza por decepcionar a su familia. Deseoso de escapar del peso de sus expectativas, aceptó un trabajo en Riad. Cuando anunció que se mudaría, su padre respondió: 'Sabes que a todos los saudíes les gustan los chicos, y tú eres blanco. Ten cuidado". Talal se alegró de encontrar algo de verdad en la advertencia de su padre: su piel clara le hizo triunfar entre los lugareños". - The Atlantic, número de mayo de 2007, artículo titulado "El reino en el armario"

"Los homosexuales que entrevisté en Jeddah y Riad se rieron cuando les pregunté si les preocupaba ser ejecutados. Aunque en cierta medida temen a la mutawwa'in, creen que la Casa de Saud no está interesada en una caza generalizada de homosexuales. Por un lado, tal medida podría exponer a los miembros de la familia real a un incómodo escrutinio. Si quisieran detener a todos los homosexuales de Arabia Saudí", me dijo Misfir, mi guía en la sala de chat, repitiendo lo que según él fue el comentario de un agente de policía, "tendrían que poner una valla alrededor de todo el país"".  - The Atlantic, número de mayo de 2007, artículo titulado "El reino en el armario"
Al parecer, la Oficina de Supervisión Social de Arabia Saudí realizó un estudio en el que se descubrió que el 46% de los varones árabes de Riad eran homosexuales. El Palacio de Yamamah se encuentra en Riad, Arabia Saudí, y alberga a la familia real saudí (la familia Saud), que aprueba las leyes de la monarquía saudí. Ha habido casos de miembros de la familia sorprendidos en actos homosexuales durante sus viajes a Occidente (Estados Unidos, Reino Unido). Por ejemplo, Saud bin Abdulaziz bin Nasser, que fue juzgado por el asesinato de un compatriota árabe durante un viaje al Reino Unido, fue descubierto durante el juicio por asesinato por haber mantenido relaciones homosexuales en el Reino Unido. En otro caso, se descubrió que Majed bin Abdullah bin Abdulaziz Al Saud, miembro de la familia Saud, había pedido y solicitado a tres mujeres de una mansión de Los Ángeles que "vieran a Al Saud haciéndose 'acariciar' el pene por un ayudante masculino" en un encuentro homosexual entre él y otro varón . En otros encuentros con las mismas mujeres se atestigua que Al Saud "gritaba 'soy un príncipe y hago lo que quiero'". Por tanto, es lógico que sus viajes a Occidente no fueran el primer caso de actividad homosexual de su vida, sino más bien uno de los muchos sucesos de una conducta establecida que se remonta al comportamiento en su tierra natal. Dado que la familia real saudí vive en Riad, es lógico deducir de la actividad descubierta en sus viajes a Occidente que es habitual que los miembros de la familia Saud en Riad practiquen la homosexualidad. Esta lógica también se ve respaldada por el artículo de Atlantic de mayo de 2007 titulado "The Kingdom in the Closet" en el que los hombres homosexuales de Riad "se rieron cuando [el entrevistador] les preguntó si les preocupaba ser ejecutados" porque "creen que la Casa de Saud no está interesada en una caza generalizada de homosexuales. Por un lado, [porque] tal esfuerzo podría exponer a los miembros de la familia real a un incómodo escrutinio".

## Censura
El gobierno saudí censura todas las formas de comunicación que ellos estiman, son una ofensa para la familia real o para el islam. Eso incluye todos los periódicos, revistas o historietas, anuncios, películas, programas de televisión, Internet y todos los vídeos o software de computación que sean vendidos en el reino. La televisión por satélite es ilegal, aunque de vez en cuando se ignora la prohibición.
Desde la década de 1990, los periódicos saudíes han sido permitidos a hablar sobre la homosexualidad, casi siempre en términos legales o para hablar de las personas infectadas de VIH en el reino. Sin embargo, la homosexualidad también es usada de una forma para hablar de la decadencia de Occidente.
Cualquier publicación tanto en televisión, cine, canción, sitio de internet, etc. que apruebe los derechos de los homosexuales será prohibido o bloqueado por su "anti-Islamismo". El gobierno saudí ha bloqueado frecuentemente usuarios de internet en el reino que apoyan la política de respeto hacia la gente LGBT aunque no sea pornografía. Esos bloqueos a veces son suprimidos temporalmente debido a las críticas internacionales.
En 2001, el profesor y dramaturgo saudí Muhammad Al-Suhaimi fue acusado de promover la homosexualidad y después de un juicio fue sentenciado a ir a la cárcel. En 2006, se le otorgó el perdón y le fue permitido volver a sus trabajos como profesor.
Arabia Saudita, así como Irán, se enfrentan a serios problemas debido a las grandes cantidades de inmigrantes ilegales en el país. Ambos países han empezado a llevar a cabo redadas donde se busca todo tipo de "criminales", desde homosexuales, violadores, adúlteros e inmigrantes ilegales.
En Arabia Saudita, un inmigrante ilegal es arrestado y se lo sentencia a ser deportado pronto, en caso de que el inmigrante padezca de VIH, es arrestado y permanece aislado de la población saudí, encarcelado hasta ser deportado. Además, no se le permite acceder a ningún tipo de tratamiento mientras se encuentre en el reino.[cita requerida]